# Babax woodi
A Babax woodi a madarak osztályának verébalakúak (Passeriformes) rendjébe és a Leiothrichidae családjába tartozó faj.

## Rendszerezése
A fajt Frank Finn írta le 1902-ben. Besorolása erősen vitatott, egyes szervezetek a Garrulax nembe sorolják Garrulax woodi néven, mások a Pterorhinus nembe Pterorhinus woodi néven, de alfajként is jegyezték Babax lanceolatus woodi néven.

## Előfordulása
Délkelet-Ázsiában, India és Mianmar területén honos. A természetes élőhelye síkvidéki és hegyi esőerdők, valamint magaslati cserjések és legelők. Állandó, nem vonuló faj.